# Bernard Repko
Bernard Repko – polski koszykarz, multimedalista mistrzostw Polski. 

## Osiągnięcia
Klubowe
- Mistrz Polski (1965)[1]
- Wicemistrz Polski (1963)
- Brązowy medalista mistrzostw Polski (1960, 1966, 1967)